# Chloephaga picta

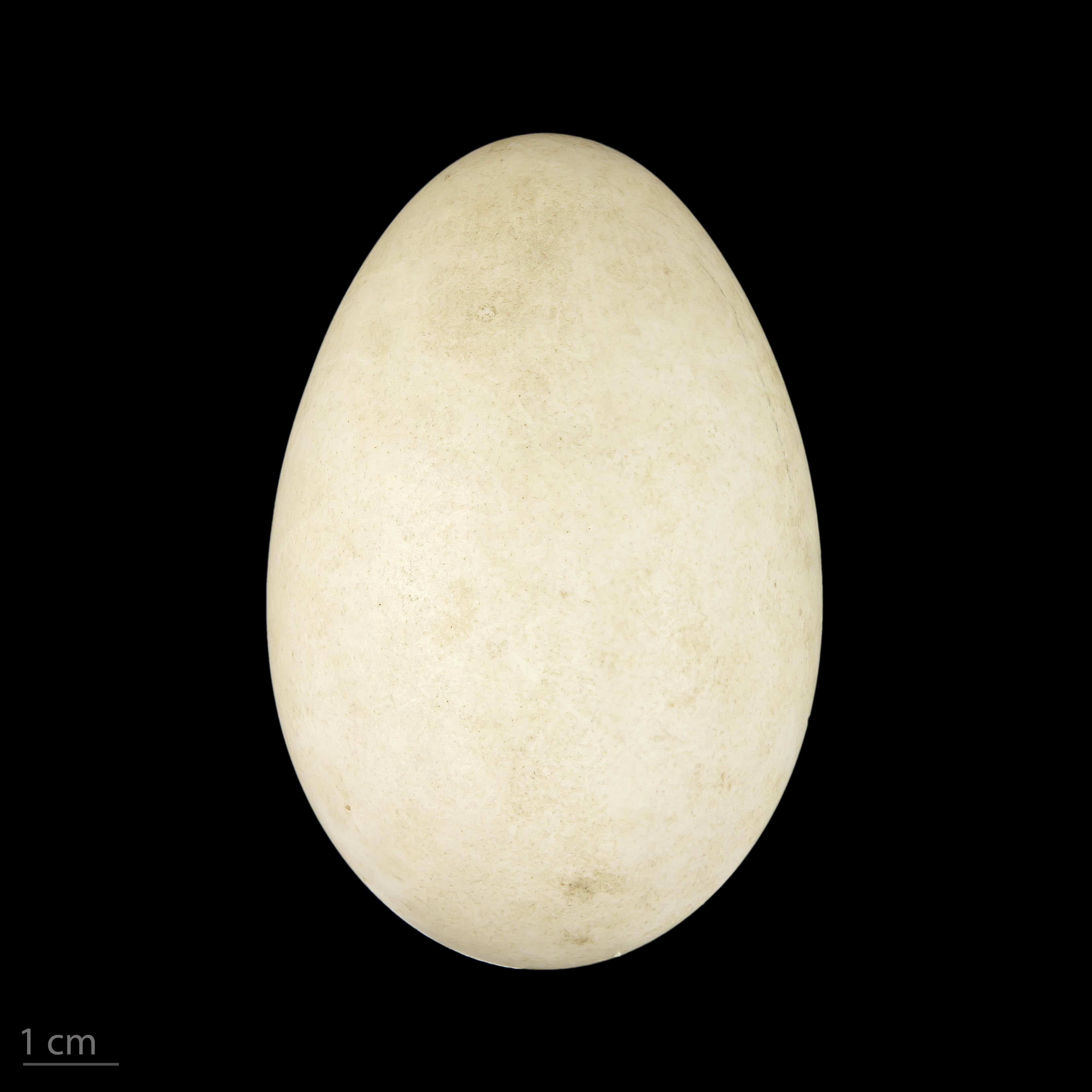
Chloephaga picta

L'oca di Magellano (Chloephaga picta Gmelin, 1789) è un uccello della famiglia degli Anatidi.

## Distribuzione e habitat
Vive lungo le coste e nelle distese erbose delle regioni meridionali del Sudamerica (Cile, Argentina, isole Falkland).

## Descrizione
Il maschio ha la testa e il petto bianchi, mentre la femmina, marrone con le ali striate di nero e i piedi gialli, somiglia moltissimo all'oca testarossiccia, con la quale viene spesso confusa. Misura 60-72,5 cm di lunghezza e pesa 2,7-3,2 kg.

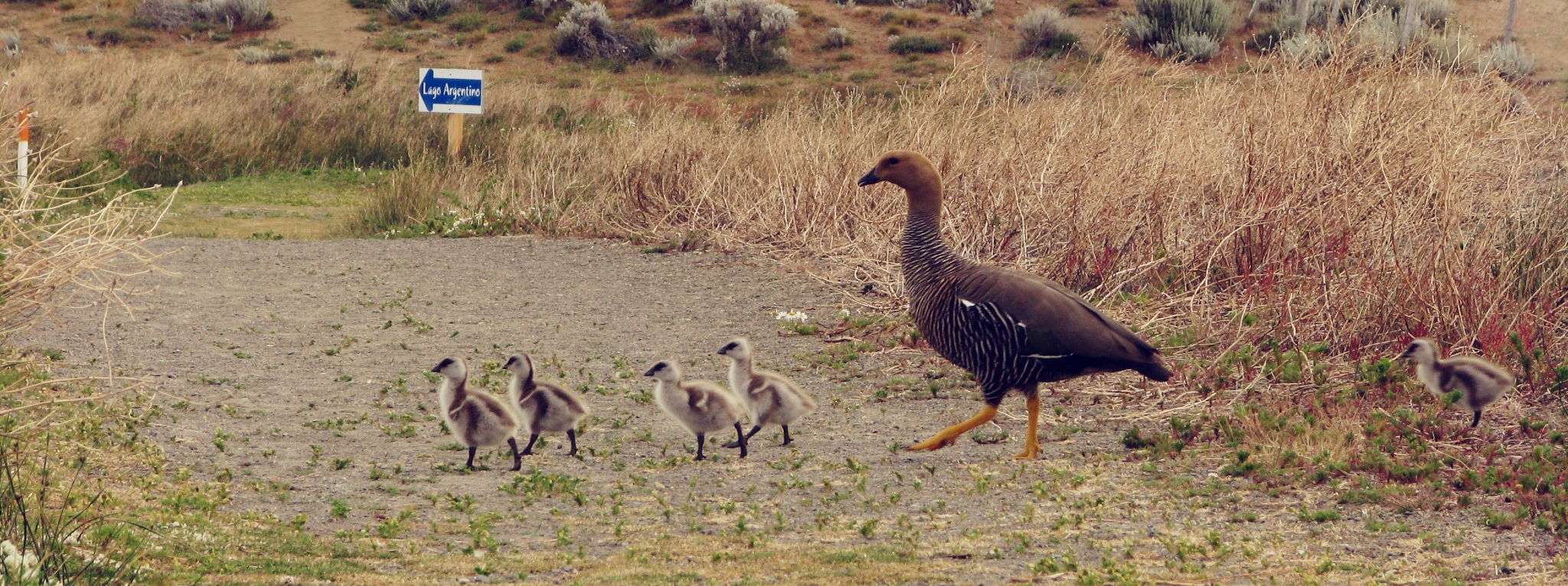
L'oca di Magellano cura dei loro piccoli, El Calafate, Argentina.

Per il fatto di avere un residuo di membrana tra le dita viene citata nel VI capitolo dell'Origine delle Specie.

## Sistematica
Si riconoscono due sottospecie di oca di Magellano:
- Chloephaga picta picta (Gmelin, 1789) - oca di Magellano minore;
- Chloephaga picta leucoptera (Gmelin, 1789) - oca di Magellano maggiore.